# Stéfi Celma
Stéfi Celma (Parigi, 9 ottobre 1986) è un'attrice e cantante francese.

## Filmografia

### Cinema
- Case départ, regia di Lionel Steketee, Fabrice Éboué e Thomas N'Gijol (2011)
- Pas très normales activités, regia di Maurice Barthélemy (2013)
- Les Profs, regia di Pierre-François Martin-Laval (2013)
- Antigang - Nell'ombra del crimine (Antigang), regia di Benjamin Rocher (2015)
- Les Profs 2, regia di Pierre-François Martin-Laval (2015)
- Tale madre tale figlia (Telle mère, telle fille), regia di Noémie Saglio (2017)
- Les Ex, regia di Maurice Barthélemy (2017)
- Pupille - In mani sicure (Pupille), regia di Jeanne Herry (2018)
- Miss, regia di Ruben Alves (2020)
- Semplicemente nero (Tout simplement noir), regia di Jean-Pascal Zadi (2020)
- Proiettile vagante (Balle perdue), regia di Guillaume Pierret (2020)[1]
- Boutchou, regia di Adrien Piquet-Gauthier (2020)
- Le Petit Piaf, regia di Gérard Jugnot (2021)
- Champagne !, regia di Nicolas Vanier (2022)
- Les Volets verts, regia di Jean Becker (2022)
- Proiettile vagante 2 (Balle perdue 2), regia di Guillaume Pierret (2022)
- The Magic Flute, regia di Florian Sigl (2022)
- Nice Girls, regia di Noémie Saglio (2024)
- Proiettile vagante 3 (Balle perdue 3), regia di Guillaume Pierret (2025)

### Televisione
- Seconde chance - 10 episodi (2009)
- Joséphine, ange gardien - episodio 7 di 12, Le frère que je n'ai pas eu  (2009)
- Boulevard du Palais episodio 2 di 12, Trop jeune pour toi (2010)
- Un flic, episodio 1x04, Calibre Caraïbes (2010)
- La Maison des Rocheville episodio 1x05, La maison en héritage (2010)
- Chiami il mio agente! (Dix pour cent), regia di Fanny Herrero (2015)
- Sopravvissuti, regia di Carmine Elia, 12 episodi (2022)